# Swish (行動支付)
Swish（瑞典語發音：[swɪʂː] 或 [svɪʂː]）是瑞典的行動支付系統。由七家瑞典最大的銀行與瑞典中央銀行一同在2012年正式啟用。截至2020年7月為止已有七百六十萬使用者，超過瑞典七成人口。
這是經由流動應用程式來進行運作以取得這個系統的服務，經由使用者的電話號碼綁定銀行帳戶以達到即時交易的功能。使用者在瑞典一定要有一個個人識別碼，以及一個有參與這項服務的銀行帳戶，但是電話號碼可以使用其他國家地區的號碼。
以下是使用者的必備條件：
- 個人識別碼（英语：Personal identity number (Sweden)）（personnummer）：瑞典的身分證字號，由瑞典政府給予十碼或十二碼的個人識別號碼。
- 銀行帳戶：開設的帳戶必須參與這項系統。
- 電話號碼：可以使用瑞典以外國家地區的電話號碼。

## 外部連結
- 官方网站